# Sawla-Tuna-Kalba
Sawla-Tuna-Kalba är ett distrikt i Ghana.   Det ligger i regionen Norra regionen, i den nordvästra delen av landet, 500 km nordväst om huvudstaden Accra. Antalet invånare är 54 678. Arean är 4 601 kvadratkilometer.
Terrängen i Sawla-Tuna-Kalba är huvudsakligen platt.